# 吉田花子
吉田 花子（よしだ はなこ、1988年8月16日 - ）は、日本の抽象画家。